# Biorritmo

Gráfico de biorritmos para un periodo de 66 días:
FísicoEmocionalIntelectual

Los biorritmos constituyen un intento de predecir aspectos diversos de la vida de un individuo recurriendo a ciclos matemáticos sencillos. La mayoría de los investigadores estima que esta idea no tendría más poder predictivo que el que podría atribuirse al propio azar, considerándola un caso claro de pseudociencia.

## Creencias
- Ciclo físico
  - 23 días; Circavigintano
  - coordinación
  - fuerza
  - bienestar
- Ciclo emocional
  - 28 días; Circatrigintano
  - creatividad
  - sensitividad
  - humor
  - percepción
  - conciencia
- Ciclo intelectual
  - 33 días; Circatrigintano
  - estado de alerta
  - función analítica
  - análisis lógico
  - memoria o recuerdo
  - comunicación

Según los creyentes en los biorritmos, la vida de una persona se vería determinada por ciclos biológicos rítmicos que afectarían a la capacidad de cada individuo en distintos terrenos, como el mental, el físico o el de las emociones. Estos ciclos se iniciarían con el nacimiento y oscilarían de acuerdo a una onda senoidal durante toda la vida. De este modo, la capacidad de una persona en cada uno de estos terrenos podría predecirse día por día mediante un modelo matemático ad hoc.
La mayoría de modelos que están basados en los biorritmos definen 3 ciclos: un ciclo "físico" de 23 días, otro ciclo "emocional" de 28 días y un ciclo "intelectual" de 33 días. Aunque el ciclo de 28 días duraría lo mismo que el ciclo menstrual medio de las mujeres y en principio se habría calificado como un ciclo "femenino" (véase más abajo), ambos ciclos no necesariamente estarían sincronizados. Cada uno de estos ciclos variaría sinusoidalmente entre dos extremos, alto y bajo. Los días en los que el ciclo cruzara el eje del cero constituirían una suerte de "días críticos" de mayor riesgo o incertidumbre.
Además de los 3 ciclos que son más conocidos, se han propuesto otros ciclos basados en la combinación lineal de los 3 primeros o en ritmos de oscilación o bien más cortos, o bien más largos.

### Cálculo
Las ecuaciones que regirían estos ciclos serían:
- ciclo físico: {\displaystyle \operatorname {sen}(2\pi t/23)},
- ciclo emocional: {\displaystyle \operatorname {sen}(2\pi t/28)},
- ciclo intelectual: {\displaystyle \operatorname {sen}(2\pi t/33)},

Donde {\displaystyle t} indicaría el número de días transcurridos desde el nacimiento de la persona.
Unos simples cálculos demuestran que el ciclo doble de 23 y 28 días se repite cada 644 días (o 1 3/4 años) mientras que el triple de 23, 28 y 33 días se repite cada 21 252 días (o 58.2+ años).

## Historia
La idea de que hay ciclos periódicos que rigen el destino del hombre es de larga data y se encuentra implícita, por ejemplo, en la astrología natal así como en la creencia popular en los "días de la suerte". Sin embargo, los ciclos de 23 y 28 días que usan los biorritmistas surgen a finales del siglo XIX de la mano de Wilhelm Fliess, médico berlinés y también paciente de Sigmund Freud. Fliess creía haber observado regularidades en cierto número de fenómenos a intervalos de 23 y 28 días, incluyendo nacimientos y fallecimientos. Llamó "masculino" al ritmo de 23 días y "femenino" al ritmo de 28 días coincidente con el ciclo menstrual.
En 1904, Hermann Swoboda, catedrático de psicología sostenía haber descubierlo los mismos ciclos por su cuenta. Más tarde, Alfred Teltscher, catedrático de ingeniería en Innsbruck, llega a la conclusión de que los días buenos y malos de sus estudiantes seguirían un patrón periódico de 33 días. Teltscher creía que la habilidad del cerebro de absorber conocimientos, la capacidad mental y el estado de alerta seguirían ciclos de 33 días.
La práctica de consultar los biorritmos se popularizó en los años 70 a través de una serie de libros escritos por Bernard Gittelson, entre los que se encuentran Biorhythm — A Personal Science (Biorritmo - Una ciencia personal), Biorhythm Charts of the Famous and Infamous (Cartas biorrítmicas de los famosos e infames) y Biorhythm Sports Forecasting (Pronóstico deportivo mediante biorritmos). La empresa de Gittelson, Biorhytm Computers Inc., ganó dinero vendiendo calculadoras de biorritmos y cartas biorrítmicas personalizadas, sin embargo nunca llegó a nada en la predicción de resultados de eventos deportivos.
El uso personal de las cartas biorrítmicas estuvo muy extendido en Estados Unidos durante esa época. Muchos lugares (especialmente los salones recreativos) contaban con una máquina que producía cartas biorrítmicas con solo introducir la fecha de nacimiento. Los programas de biorritmos eran una aplicación bastante común de la computadora personal. Aunque la popularidad de los biorritmos ha declinado, existen numerosos sitios web que ofrecen lecturas gratuitas de biorritmos. Además existen aplicaciones libres y privativas de software que permiten llevar a cabo análisis y cartas más avanzados.
Así los creyentes en los biorritmos vieron en ellos un medio para el autoconocimiento y asumir la existencia de periodos de debilidad, insensibilidad o torpeza a lo largo de la vida. Asimismo éstos entendían que el conocimiento de los biorritmos supondría comprender la alternancia en la vida entre periodos negativos de debilidad y positivos de recuperación.
También se consultaban los biorritmos para evitar realizar actividades arriesgadas o peligrosas en los días críticos o de mayor debilidad: conducir, manejar maquinaria peligrosa, etc. En el ámbito lectivo, ante unos exámenes, el estudiante podría concentrar sus esfuerzos en los días de mayor energía intelectual relajándose los días de menor potencia.
En el mundo laboral, los ferrocarriles y las aerolíneas han experimentado grandemente con los biorritmos. Un piloto pone de relieve la actitud hacia los biorritmos de japoneses y estadounidenses. Sostiene, revisando su bitácora de piloto, que sus mayores errores de juicio habrían tenido lugar durante los llamados días críticos pero concluye que conocer los propios días críticos y prestar más atención (en ellos) sería suficiente para garantizar la seguridad. Un antiguo piloto de United Airlines confirmó que la compañía habría hecho uso de los biorritmos hasta mediados de los años 90, mientras que la aerolínea de carga Nippon Express aun los seguiría empleando.

## Posibilidad científica
Los biorritmistas sostienen que la biorrítmica constituiría un sólido campo interdisciplinario para el crecimiento científico que aún se hallaría en una fase especulativa: una protociencia. Los críticos sostienen que los biorritmos se fundamentan solamente en asociaciones propias de la numerología. La plausibilidad de la biorrítmica es impugnada por matemáticos, biólogos y otros científicos. Una de las cuestiones más básicas que surgen es que, incluso aceptando la existencia de tales ritmos fisiológicos, no está claro por qué razón deben iniciarse necesariamente con el día de nacimiento.
De algún modo la biorrítmica se parecería a la cronobiología, el estudio de los ritmos biológicos. La investigación médica ha revelado que efectivamente existen ciclos biológicos que tienen lugar durante la vida de una persona, como el ritmo circadiano (del latín circa diem; literalmente, "en torno a un día"), pero pocos médicos encuentran que tales ciclos corresponden con los llamados "biorritmos". A los biorritmistas, tales descubrimientos les sugerirían que la gente se ve afectada por los ritmos fisiológico, emocional e intelectual aunque la relación precisa con los ciclos biorrítmicos aún no se comprendería de forma precisa. Aún se llevarían a cabo estudios sobre los efectos de los biorritmos sobre la condición humana.[cita requerida]
La teoría de los biorritmos a menudo se presenta revestida del aura de validez de la ciencia. La respuesta de los críticos a los biorritmos oscila entre denunciar la disciplina como dañina, ignorarla o tratarla como un entretenimiento. He aquí algunas de las críticas más comunes que se oponen a las variadas teorías biorrítmicas:
- La función periódica, frecuencia y fase atribuidas a los ritmos son arbitrarias.
- Se asume que los ciclos son los mismos para cualquier persona.
- Se hace la suposición de que la frecuencia es constante.
- Las pruebas suelen ser anecdóticas.
- La argumentación se basa en la ignorancia de la teoría de los números (haciéndose pseudomatemática además de pseudocientífica).
- Las pruebas de las hipótesis tienen defectos graves.
- Son inadecuadas las generalizaciones cuantitativas sobre el comportamiento humano complejo.
- Las hipótesis no se han formulado en términos precisos.
- Los datos experimentales no superan la revisión por pares.
- No se pueden replicar los experimentos.
- Algunos profesionales faltos de escrúpulos se mimetizan con estafadores de la adivinación.

Algunos críticos de los biorritmos sostienen que los biorritmos pueden ser alterados por fechas del calendario como el inicio de un nuevo año o por algo tan simple como el comienzo de la semana.[cita requerida]
Estudios acerca de la eficacia de los biorritmos han concluido que no existe en ellos ninguna base científica, estando sus presuntos aciertos simplemente cubiertos por las leyes de la probabilidad (es decir, que se deben al azar). Randi se refiere a esta disciplina en términos poco ambiguos:
La así llamada ciencia del biorritmo no es nada más que una numerología glorificada que, sobre la base de una simple fecha de nacimiento y a una supuesta investigación, genera nociones infantiles acerca de ciclos predeterminados que rigen la existencia humana.
Existen unas tres docenas de estudios que apoyan la visión biorritmista pero todos ellos adolecen de errores metodológicos y estadísticos.Un examen de 134 estudios sobre biorritmos llegó a que la teoría no es válida.
Los partidarios de los biorritmos siguieron defendiendo la teoría después del informe de Hines sobre los 134 estudios, llevando a otros científicos a considerarla una pseudociencia:
Un examen de unos 134 estudios sobre biorritmos halló que la teoría no es válida (Hines, 1998). Algunos creen que esa teoría se puede probar empíricamente y se ha demostrado que es falsa. Terence Hines sostiene que ese hecho implica que la teoría de los biorritmos 'no puede considerarse propiamente una teoría pseudocientífica'. Sin embargo, cuando los defensores de que se puede probar empiricamente se niegan a abandonar la teoría frente a las pruebas abrumadoras que hay contra ella, parece razonable llamar pseudocientífica a dicha teoría. Porque, de hecho, los que se adhieren a tal teoría han demostrado con su comportamiento que no hay nada que pueda falsarla; antes persisten en sostener que la teoría es científica. (de "The Skeptic's Dictionary" de Carroll): 175 

### Libros
- Aschoff, Jurgen (ed.), Biological Rhythms (Handbooks of Behavioral Neurobiology). 1981.
- Bartel, Pauline C., "Biorhythm: discovering your natural ups and downs", An Impact book. ISBN 0-531-01355-3
- Bentley, Evie, Awareness: biorhythms, sleep, and dreaming. ISBN 0-415-18872-5
- Cyrus, C. La astrología y los biorritmos ISBN 84-241-2883-4
- Crawley, Jacyntha, The Biorhythm Kit, UK: ISBN 1-85906-032-3, London Biorhythm Company Limited.
- Edlund, Matthew. Psychological time and mental illness. 1987. ISBN 0-89876-122-0
- Evans, James R., (ed.) and Manfred Clynes (ed.), Rhythm in psychological, linguistic, and musical processes. ISBN 0-398-05235-2
- Gittelson, Bernard, Biorhythm: A Personal Science, Futura Publications. 1976 ISBN 0-86007-361-0
- Hodgkins, Zerrin Biomatch Z. 1998. ISBN 0-9531983-0-8
- Lapointe, Fernand, Biorythmie: comment prâevoir vos bons et mauvais jours. ISBN 0-88566-029-3
- Louis, Arthur M., Journalism and Other Atrocities. 2010. ISBN 978-1-4538-1520-5
- Roche, James, Biorhythms at your fingertips. ISBN 0-7137-1562-6
- Thommen, George S., Is This Your Day. 1973. ISBN 0-517-00742-8
- Debarbieux, Patrick, l'ABC des biorythmes. 1999. ISBN 2-7339-0615-1

### Publicaciones científicas

#### Biorrítmica
- Hines, T.M., "Comprehensive review of biorhythm theory". Psychology Department, Pace University, Pleasantville, NY. Psychol Rep. 1998 Aug;83(1):19–64. (ed. concluded that biorhythm theory is not valid.)
- D'Andrea, V.J., D.R. Black, and N.G. Stayrook, "Relation of the Fliess-Swoboda Biorhythm Theory to suicide occurrence". J Nerv Ment Dis. 1984 Aug;172(8):490–4. (ed. concluded that there was a validity to biorhythm when the innovative methods of the study are put to use.)
- Laxenaire M., and O. Laurent, "What is the current thinking on the biorhythm theory?". Ann Med Psychol (Paris). 1983 Apr;141(4):425–9. [French] (ed. Biorhythm theory is disregarded by the medical world though it has achieved a bit of fame with the public)
- Wolcott, J.H., R.R. McMeekin, R.E. Burgin, and R.E. Yanowitch, "Correlation of general aviation accidents with the biorhythm theory". Hum Factors. 1977 Jun;19(3):283–93.
- Khalil, T.M., and C.N. Kurucz, "The influence of 'biorhythm' on accident occurrence and performance". Ergonomics. 1977 Jul;20(4):389–98.
- "Biorhythm in gynecology--a renaissance of Fliess' theory of periodicity?". Arch Gynecol. 1979 20 July;228(1-4):642. [German]
- Nijsten, M.W., and S.E. Willemsen, "Accidents a matter of chance? The significance of lunar phases and biorhythms in trauma patients". Ned Tijdschr Geneeskd. 1991 21 December;135(51):2421–4. [Dutch] (ed. 'critical' biorhythm days were not found to increase the number of accidents experienced by subjects.)

#### Relativos a la cronobiología
- Hastings, Michael, "The brain, circadian rhythms, and clock genes". Clinical review. BMJ 1998;317:1704–1707 19 December.
- U.S. Congress, Office of Technology Assessment, "Biological Rhythms: Implications for the Worker". U.S. Government Printing Office, September 1991. Washington, DC. OTA-BA-463. NTIS PB92-117589
- Ashikari, M., Higuchi, S., Ishikawa, F., and Tsunetsugu, Y., "Interdisciplinary Symposium on 'Human Beings and Environments': Approaches from Biological Anthropology, Social Anthropology and Developmental Psychology". Sunday, 25 August 2002
- "Biorhythm experiment management plan", NASA, Ames Research Center. Moffett Field, 1983.
- "Biological Rhythms and Human Adaptation to the Environment". US Army Medical Research and Materiel Command (AMRMC), US Army Research Institute of Environmental Medicine.
- Ebert, D., K.P. Ebmeier, T. Rechlin, and W.P. Kaschka, "Biological Rhythms and Behavior", Advances in Biological Psychiatry. ISSN 0378-7354